# Megastylidinae
Megastylidinae je podtribus orhideja, dio tribusa Diurideae. Postoji nekoliko rodova, a tipični je Megastylis sa 6 vrsta iz Vanuatua i Nove Kaledonije
Opisan je u Notizblatt des Botanischen Gartens und Museums zu Berlin-Dahlem 9: 570, 583. 1926. (22 Jul 1926)

## Rodovi
1. Rimacola Rupp (1 sp.)
2. Lyperanthus R.Br. (2 spp.)
3. Waireia D.L.Jones, Clem. & Molloy (1 sp.)
4. Pyrorchis D.L.Jones & M.A.Clem. (2 spp.)
5. Burnettia Lindl. (1 sp.)
6. Leporella A.S.George (1 sp.)
7. Megastylis (Schltr.) Schltr. (6 spp.)